# Белей, Иван Михайлович
Ива́н Миха́йлович Беле́й (укр. Іван Михайлович Белей; 23 сентября 1856, Войнилов, Калушский район — 20 октября 1921, Львов) — украинский журналист, переводчик и критик.

## Биография
Окончил юридический факультет Львовского университета в 1880 году.
Принадлежал к демократической части студенческого общества «Академический кружок», был членом редакции журнала «Друг» в 1876 и 1877 году. Вместе с Иваном Франко и Михаилом Павликом издавал «Дрібну бібліотеку» (1878—1879, вышло 14 выпусков), редактировал журнал «Світ» (1881—1882), на страницах которого выступал с сатирическими очерками против негативных явлений галицкой действительности.
Долголетний редактор газеты «Діло» (1884—1902) и её литературного приложения «Библиотека самых известных повестей».
Похоронен на 4-м участке Лычаковского кладбища.